# 三須宗太郎
三须宗太郎（日语：／ Misu Sōtarō，1855年9月16日—1921年12月24日），大日本帝国海军军人，最终军阶为海军大将。受封正三位、勋一等、功二级、男爵。

## 简历
三须宗太郎为彥根藩士三须熊次郎的长子，家族世代侍奉井伊家。时藩主井伊直弼为自己取了个“宗观院柳晓觉翁居士（日语：宗観院柳暁覚翁居士）”的戒名。熊次郎据此用了第一个字“宗”为自己的长子命名。
1872年（明治4年）8月，7岁的三须进入海軍兵學寮就读。同年日本出兵台湾，还在读书的三须也报名参军。三须在兵学寮前后将近7年，期间兵学寮学生大多数都是来自薩摩藩和佐賀藩，这让彦根藩出身的三须很不自在。1878-1879年间三须从兵学寮毕业，属于所谓的第5期生，同期生中有日后的元帅海军大将伊集院五郎和海军大将出羽重遠。其中最值得一提的是出羽来自于当时属于朝敌的会津藩，也是同样出身不佳。
三须在陆地学习后，搭乘风帆护卫舰筑波进行航海实习。1877年（明治10年）西南战争爆发，筑波解除了训练任务投入到战争中去，而舰上搭载的实习生也没有得到命令离舰，因而一同参加了战争。虽然筑波主要留在后方执行支援任务，但也执行过两次战斗任务，让这些实习生们算是体验了一把战场的感觉。
1878年（明治11年）三须毕业，成为海军少尉候补。他晋升为海军少尉用了大约两年半，晋升为海军中尉又用了差不多两年，在此期间三须先后在炮舰孟春、摄津、护卫舰浅间等履职。
1885年（明治18年）9月，受任命为当时日本最先进的巡洋舰浪速的分队长，前往英国接收浪速回国。这个时代的日本海军还在起步阶段，而三须本人并无海外留学经历，有鉴于此有关方面挑选三须前往英国参加接舰工作。接下来两年间三须在浪速上先后任分队长和炮术长，并晋升为海军大尉。此后转调到浅间、龙骧任职。之后任横须贺镇守府参谋、海军大学校和兵学校的教官。在陆地担任这些比较轻松的勤务9个月之后，又回到海上，先后担任无防护巡洋舰高雄、护卫舰金刚的副舰长。
1893年（明治26年）9月调回陆地，出任人事课长。三须在这个位置上任职4年，并经历了甲午战争，负责军官升迁、战死者的丧葬和家属的抚恤、分配补充兵员乃至战后的复员遣散等事宜。在此期间晋升为海军中佐。
1897年（明治30年），在4年的文职工作后重返军舰，担任防护巡洋舰須磨的舰长。
1888年（明治31年），调任浪速舰长。年底二度赴英，预定作为装甲巡洋舰出雲的舰长接收返国，不过因为出云没有完成，于是改为作为战列舰朝日的舰长。1900年返回日本。
1901年（明治34年）7月，晋升为海军少将，同时出任人事局长。此时日本海军为了准备对俄罗斯帝国的战争而急剧扩大规模，这使得三须的工作量比起以前出任人事课长时要更繁重，但也使其地位更加举足轻重。
1904年（明治37年），日俄战争爆发。三须作为第二舰队第二战队司令，参加了战争，并和俄国太平洋舰队符拉迪沃斯托克（中文旧称海参崴）分舰队展开了长期的对抗。期间因为无法拦截符拉迪沃斯托克分舰队、使其屡屡破袭得手，三须没少挨他的上司、脾气暴躁的第二舰队司令长官上村彦之丞海军中将的痛骂。直到蔚山海战第二战队击沉俄舰一艘、重创两艘，事实上瘫痪了符拉迪沃斯托克分舰队，这才让三须的处境有所改观。
1905年（明治38年）1月，晋升为海军中将，转为联合舰队司令长官东乡平八郎海军大将直辖的第一舰队第一战队司令，并参加了对马海峡海战。战斗开始时，三须座舰日進作为第一战队殿后舰，经受了俄国舰队的猛烈攻击，战队司令部人员和日进的高级军官多人死伤，三须本人也受到炮弹的碎片击中，左眼失明。因为这次的负伤，时人称呼三须为“海军的独眼龙”，更有人以此比拟为伊达政宗。当时的医疗水平有限，无法取出刺穿鼻腔的碎片，只能等待碎片自行落下，导致此后十多年间三须一直饱受眼科和耳鼻科问题困扰。
1905年（明治38年）11月，出任海军教育本部长。
1906年（明治39年）2月，旅顺口镇守府司令长官。11月改任軍令部次长。东乡主政军令部时适才用人，委派三须为军令部次长也并不令人感到意外。
1907年（明治40年）9月，因日俄战争功绩获赐男爵。
1909年（明治42年），东乡将军令部长之位移交给伊集院，三须也很识趣地退了下来。此后一段时间内退出一线工作，改为参加海军将官会议。
1910年（明治43年），任舞鶴鎮守府临时建筑部长，主持恢复因日俄战争爆发而耽搁了的设施建设工作。
1911年（明治44年）1月，任舞鹤镇守府司令长官。
1913年（大正2年）9月，晋升为海军大将，同时退居二线，重新回到海军将官会议。
1914年（大正3年）12月2日，退出现役。1921年（大正10年）12月24日去世。

## 荣勋
官阶
- 1881年（明治14年）3月16日 - 正八位[6]
- 1883年（明治16年）12月25日 - 從七位[6]
- 1886年（明治19年）11月27日 - 正七位[6]
- 1891年（明治24年）12月16日 - 從六位[6][7]
- 1895年（明治28年）1月23日 - 正六位[6]
- 1898年（明治31年）3月8日 - 從五位[6][8]
- 1901年（明治34年）10月30日 - 正五位[9]
- 1905年（明治38年）2月14日 - 從四位[6][10]
- 1910年（明治43年）3月22日 - 正四位[6]
- 1913年（大正2年）4月10日 - 從三位[6]
- 1915年（大正4年）1月11日 - 正三位[11]

勋章
- 1892年（明治25年）5月28日 - 勋六等瑞宝章[6]
- 1895年（明治28年）10月18日 - 功四級金鵄勲章、勋六等单光旭日章[6][12]、明治二十七八年从军纪念章[6]
- 1896年（明治29年）5月26日 - 勋五等瑞宝章[6]
- 1900年（明治33年）11月30日 - 勋四等瑞宝章[6]
- 1904年（明治37年）5月27日 - 勋三等瑞宝章[6]
- 1906年（明治39年）4月1日 - 功二級金鵄勲章、勋二等旭日重光章、明治三十七八年从军纪念章[6][13]
- 1907年（明治40年）9月21日 - 男爵[6][14]
- 1915年（大正4年）
  - 4月24日 - 勲一等瑞宝章[15]
  - 11月10日 - 大礼纪念章[16]